# Flagge Spaniens
Die Flagge Spaniens, im Sprachgebrauch auch „spanisch la Rojigualda“ (sinngemäß: „die Rot-Goldgelbe“), wurde am 19. Dezember 1981 eingeführt.

## Beschreibung

Aufbau der Flagge

Die Nationalflagge besteht aus drei waagerechten Streifen in den Farben rot-gelb-rot, wobei der mittlere gelbe Streifen doppelt so breit wie die beiden roten ist. Das spanische Wappen befindet sich vollständig im gelben Streifen.
| Farben                                 | Pantone (annähernd) | HTML-Code |
| -------------------------------------- | ------------------- | --------- |
| Flaggen-Rot (Rojo Bandera)             | 7628 C              | #AA151B   |
| Flaggen-Gelb (Amarillo-gualda Bandera) | 7406 C              | #F1BF00   |

Auf der Rückseite wird das Wappen in der korrekten Darstellung spiegelverkehrt dargestellt, deswegen scheint es so, als ob das Wappen von der Vorderseite durchscheinen würde. Das Spruchband wird nicht gespiegelt, sodass es von beiden Seiten lesbar ist.

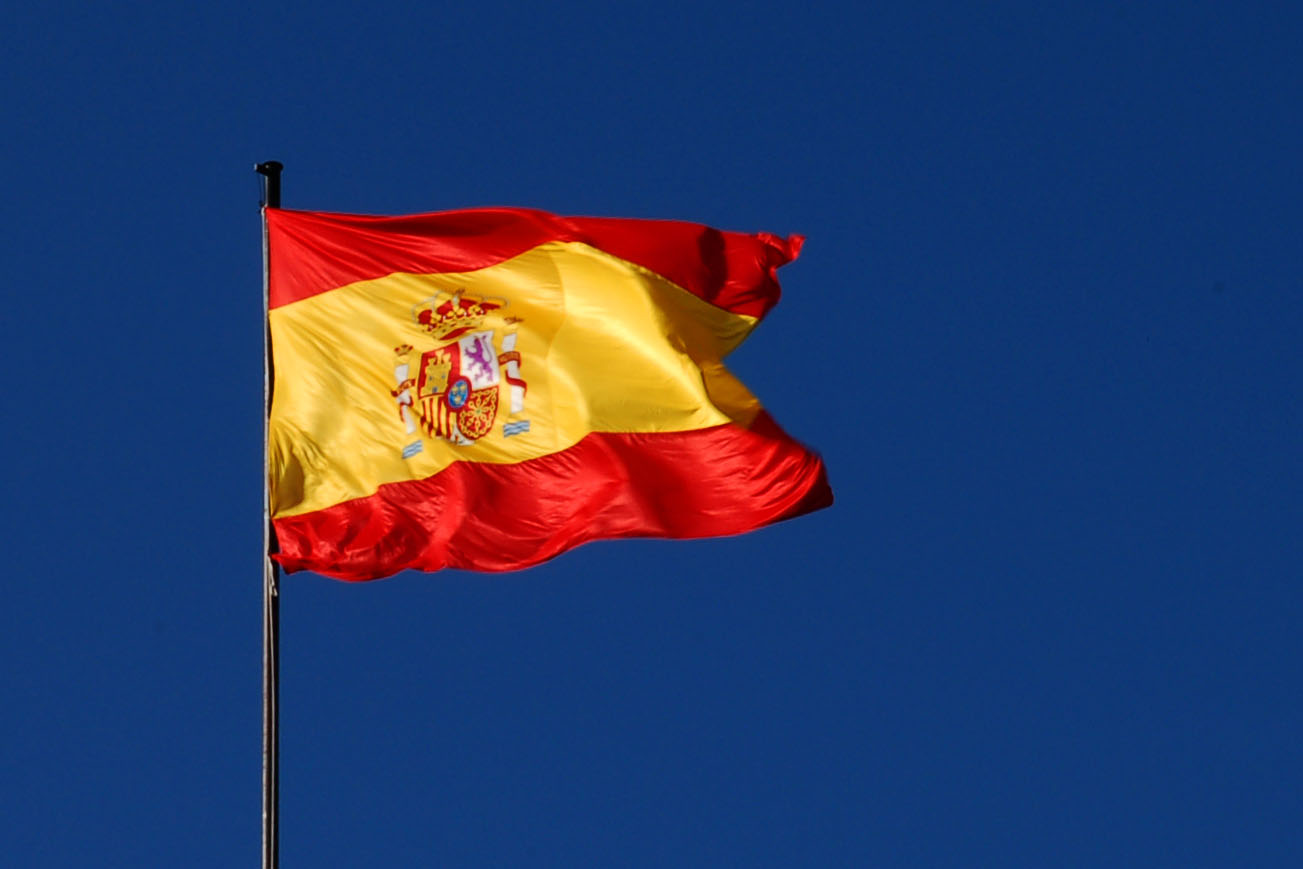
Flagge Spaniens am Hauptquartier der Luftstreitkräfte

### Varianten
Die Flagge ohne das Wappen dient als vereinfachte Variante der Bürgerlichen und Handelsflagge. Sie wurde bereits am 29. August 1936 eingeführt. Ihre Ursprünge sind aber noch älter.
Während die Guardia Civil del Mar auf ihren Booten die Flagge mit dem Wappen führt, verwendet die Zollbehörde (Servicio de Vigilancia Aduanera) auf ihren Booten eine spanische Flagge mit zwei gekrönten „H“, die für das Ministerio de Hacienda stehen. Vor 1977 befand sich darauf das damalige spanische Wappen mit Adler.
Private Yachten führen eine spanische Flagge mit einer blauen Krone im Zentrum. Von ihr gibt es verschiedene Varianten.

Bürgerliche und Handelsflagge, Variante ohne Wappen
Servicio de Vigilancia Aduanera
Spanische Yachtflagge

## Weitere Flaggen

Gösch der spanischen Marine (Torrotito)
Standarte des Königs
Standarte des Fürsten von Asturien
Standarte des Ministerpräsidenten (Presidente del Gobierno)
Spanische Flagge mit Osborne-Stier

Eine beliebte, inoffizielle Flagge, die vor allem von Sportfans verwendet wird, ist die spanische Flagge mit der Silhouette des Osborne-Stiers.

## Geschichte

Banner der spanischen Könige 1492

Die ersten Flaggen der Königreiche auf der iberischen Halbinsel waren Wappenbanner; Flaggen, welche die Wappen der Könige wiedergaben. Mit der Vereinigung der Reiche wurden auch die Wappen in ein einziges vereinigt. Das königliche Banner von 1492 zeigt die Wappen von Kastilien, León, Aragón und Granada. Die Könige von Kastilien verwendeten daneben auch das Banda de Castilla.

Band von Kastilien der Katholischen Könige

Von 1506 bis 1785 zeigte die spanische Kriegsflagge mit Hinweis auf die Herkunft der herrschenden Dynastie das Burgunderkreuz. Es verweist auf das Haus Habsburg, da der erste in Spanien regierende Habsburger, Philipp der Schöne, als Erbe seiner Mutter Maria von Burgund den Titel eines Herzogs von Burgund führte, und wurde in der Bourbonen-Zeit weiterverwendet. Sie war auch die vorherrschende Flagge in den spanischen Kolonien, als diese noch unter der unmittelbaren Herrschaft des Mutterlandes standen. Diese Flagge war allerdings keine Nationalflagge im heutigen Sinne, weil das Konzept der Nation damals noch nicht existierte. Die Aufgabe, den Staat zu repräsentieren, trug nach wie vor das königliche Wappen, welches in Form einer Flagge auf rotem oder weißen Grund gezeigt wurde.
Um in Seeschlachten die Schiffe der Armada besser erkennen zu können, entschied Karl III., eine neue Marine- und Militärflagge einzuführen. Von mehreren ihm vorgelegten Entwürfen wählte er eine gelbe Flagge mit zwei horizontalen roten Streifen am oberen und unteren Rand aus (Proportionen 1:2:1) und erklärte sie am 28. Mai 1785 zur neuen Flagge. Diese Flagge war die direkte Vorläuferin der modernen spanischen Flagge. Als königliche Standarte trug sie das Wappen von Kastilien und León (Burg und Löwe).
Die Handelsmarine verwendete ab dieser Zeit eine ähnliche Flagge, allerdings begannen die roten Streifen nicht am Flaggenrand, sondern waren von diesem durch gelbe Streifen getrennt. Die Farbreihenfolge war also gelb-rot-gelb-rot-gelb mit Proportionen 1:1:2:1:1, diese wurde bis 1927 benutzt.

Das Kreuz von Burgund - Spaniens Kriegsflagge von 1506 bis 1785
Flagge des Königreichs Spanien von 1701 bis 1760
Flagge  des Königreichs Spanien von 1760 bis 1785
des Königreichs Spanien von 1785 bis 1873 und von 1875 bis 1931
Handelsflagge des Königreichs Spanien von 1785 bis 1927

Die Flagge der kurzlebigen Ersten Spanischen Republik entsprach der durch Karl III. eingeführten Flagge bis auf die Entfernung der Königskrone vom Wappen. In neueren Varianten der Flagge ist das Wappen ein viergeteilter Schild mit den Wappen der früheren Königreiche Kastilien, León, Aragonien und Navarra (siehe Wappen Spaniens).
Die Flagge der Zweiten Spanischen Republik zeigt drei gleich breite Streifen in rot, gelb und purpur mit dem Wappen (gekrönt von einer Mauerkrone). Der purpurne Streifen erinnert an den Comuneros-Aufstand in Kastilien (1520–1522) gegen die Herrschaft König Karls I. Diese Flagge ist die einzige Nationalflagge, die einen purpurnen Streifen enthielt.

Flagge der 1. spanischen Republik, 1873 bis 1874
Flagge der 2. spanischen Republik, 1931 bis 1939

Unter dem Franco-Regime (1936–1975) kehrte man 1938 zum alten Farbschema rot-gelb-rot zurück. Während des Bürgerkrieges hatte sich der Gebrauch der älteren, von den Farben der Republik abweichenden Flagge, innerhalb der Verbände der Nationalisten etabliert. 1945 wurde schließlich ein neues Flaggengesetz erlassen, welches die Details des Wappens auf der rot-gelb-roten Flagge regelte. Das Staatswappen wurde hier von einem Adler gehalten. Zu seiner rechten und linken sah man Joch und Pfeilbündel und die stilisierten Säulen des Herkules, welche in den inoffiziellen Armeeflaggen bereits ab 1940 aufgetaucht waren. Die Losung lautete „VNA GRANDE LIBRE“ (Einig Groß Frei). Die Fahne wurde nach Francos Tod 1977 modifiziert und mit dem Übergang Spaniens zur konstitutionellen Monarchie 1981 abgeschafft.
Das Seitenverhältnis der rot-gelb-rot gestreiften Flaggen blieb immer unverändert bei 2:3.

Flagge der Spanischen Nationalisten unter General Franco, 1936 bis 1938
Flagge Spaniens unter General Franco in der Variante von 1938 bis 1945
Flagge Spaniens unter General Franco in der Variante nach 1945
2:3   Flagge Spaniens in der Übergangsphase nach Francos Tod, 1977 bis 1981

## Subnationale Flaggen
Neben den Autonomen Regionen Spaniens verfügen auch die autonomen Städte Ceuta und Melilla über eigene Flaggen ebenso wie die untergeordneten Verwaltungseinheiten und die einzelnen Inseln der Balearen und Kanaren.

## Trivia
Die Schmetterlingsart Euplagia quadripunctaria wird aufgrund ihrer Farbgebung auch als „Spanische Flagge“ bezeichnet.